# Pseudostenophylax capitatus
Pseudostenophylax capitatus là một loài Trichoptera trong họ Limnephilidae. Chúng phân bố ở miền Cổ bắc.